# 헝가리 방위군

헝가리 방위군(Hungarian Defence Forces, 헝가리어: Magyar Honvédség)은 헝가리의 국방군이다. 2007년부터 헝가리군은 통일된 지휘 구조를 갖고 있다. 국방부는 군대에 대한 정치적, 시민적 통제를 유지한다. 예하 합동군 사령부는 HDF 군단을 조정하고 지휘한다. 2020년 현재 군대에는 22,700명의 현역 군인이 있다. 2019년 군비 지출은 19억 4천만 달러로 국가 GDP의 약 1.22%에 달했으며 이는 NATO 목표인 2%보다 훨씬 낮았다. 2016년 정부는 2026년까지 국방비를 GDP의 2.0%로 늘리고 현역병력을 37,650명으로 늘리겠다는 결의안을 채택했다.
군복무는 자발적이지만 전시에는 징병이 발생할 수 있다. 현대화를 위한 중요한 움직임으로 헝가리는 2001년 JAS 39 그리펜 전투기 14대를 약 8억 유로에 구매하기로 결정했다. 또한 중고 에어버스 A319 2대와 팰컨 7X 수송기 2대를 구입했다. C-17 III 글로브마스터 수송기 3대는 헝가리 국적 표시로 파파 공군기지에서 운용되고 있지만 NATO 중공수비행단(HAW)에서 유지관리하고 있다. 집중적인 현대화 프로그램은 "Zrínyi 2026"이라는 이름으로 2016년에 시작되었다. 새로운 헬리콥터, 탱크, IFV 및 포병 장비를 다른 장비와 함께 구입했다. 헝가리 국립사이버보안센터는 2016년에 개편되었다.
2016년 기준 헝가리군은 아프가니스탄 주둔 NATO 주도 ISAF 소속 HDF 병력 100명, KFOR 지휘 하에 코소보 주둔 헝가리군 210명, 보스니아 헤르체고비나 소속 160명 등 국제평화유지군 소속으로 해외에 주둔 중인 병력이 약 700명이다. 헝가리는 미국의 무장 수송 호송대 점령을 돕기 위해 300명의 병참 부대를 이라크에 파견했지만 여론은 헝가리의 전쟁 참여에 반대했다. 이라크에서 길가 폭탄이 터져 군인 한 명이 사망했다.
1848년 헝가리 혁명 당시 HDF는 1849년 봄 캠페인에서 합스부르크 군대를 몰아냈지만 여름에 오스트리아-러시아의 공세에 패배했다. 제1차 세계 대전 동안 오스트리아-헝가리가 동원한 800만 명 중 100만 명 이상이 사망했다. 징병제는 1939년에 전국 단위로 도입되었다. 평화시 헝가리 왕립군의 전력은 7개 군단 사령부로 조직된 80,000명으로 늘어났다. 제2차 세계 대전 중 헝가리 제2군은 1942년 12월 스탈린그라드 전투에서 돈 강 유역에서 괴멸되었다. 사회주의와 바르샤바 조약 시대(1947~1989) 동안 200,000명의 강력한 남부군 전체가 헝가리에 주둔했으며 포병, 탱크 연대, 공군 및 핵무기를 갖춘 미사일 부대가 포함되었다.

## 같이 보기
- 방위군